# Už nemluví
„Už nemluví“ je devátý singl brněnské rockové skupiny Progres 2. Byl vydán v roce 1986 (viz 1986 v hudbě) a jedná se o první vydanou nahrávku v obsazení s klávesistou Milanem Nytrou.
Singl „Už nemluví“ je zcela samostatná nahrávka a nepochází z žádného alba Progres 2. Obě písně na desce jsou spíše popovějšího charakteru s výrazným použitím syntezátorů a klávesy. Na A straně singlu se nachází píseň „Už nemluví“, B stranu zabírá skladba „Vrať se zpátky, léto mé“, obě s textem od Vladimíra Čorta.
Skladby byly nahrány v červenci 1986 ve studiu Československého rozhlasu Brno a vyšly na SP u vydavatelství Panton v témže roce.
Obě písně vyšly na CD jako bonusy na kompilaci Mozek/Změna (2000).

## Seznam skladeb
1. „Už nemluví“ (Kluka, Bajger/Čort) – 3:07
2. „Vrať se zpátky, léto mé“ (Pelc/Čort) – 4:22

## Obsazení
- Progres 2
  - Aleš Bajger – elektrická kytara, klávesy, vokály, zpěv
  - Pavel Pelc – baskytara, klávesy, vokály, zpěv
  - Milan Nytra – klávesy, vokály
  - Zdeněk Kluka – bicí